# Cathédrale du Christ-Sauveur de Taichung
Cette  cathédrale n’est pas la seule cathédrale du Christ-Sauveur.
La cathédrale du Christ-Sauveur (耶穌救主總堂) est une cathédrale catholique sise à Taichung, troisième ville par ordre d'importance de l'île de Taïwan. Elle a été bâtie en 1957 et terminée en 1958.
C'est l'église-mère du diocèse de Taichung (en) (Dioecesis Taichungensis ou
天主教台中教區), érigé par Jean XXIII par la bulle Cum Deo juvante de 1962.
Elle est sous la responsabilité pastorale de Mgr Martin Su Yao-wen.